# Francesco Maria Antonini
Mario Francesco Antonini (Firenze, luglio 1920 – 22 gennaio 2008) è stato un medico italiano.
È considerato pioniere della geriatria in Italia.

## Biografia
Dopo la laurea in Medicina si specializza in Geriatria e in Gerontologia. Alla fine degli anni '50 gli viene assegnata la prima cattedra al mondo di Geriatria e Gerontologia (per merito del prof. Enrico Greppi), all'università di Firenze, che ricoprirà in modo ininterrotto fino al 1990.
Fu tra i primi a comprendere la progressiva evoluzione della società italiana verso l'invecchiamento e per questo si prodigò a cercare soluzioni che potessero rendere migliore la condizione degli anziani in un'epoca in cui Firenze e la Toscana sviluppavano alcune esperienze pionieristiche in questo campo. Nel 1968, grazie ad una sua intuizione, nacque a Firenze una scuola speciale per terapisti di riabilitazione.
Nel 1969 ha fondato l'unità di cura intensiva coronarica presso l'ospedale di Careggi di Firenze, in modo da ridurre la mortalità per infarto degli anziani.
Negli anni settanta fu uno dei primi geriatri a studiare la fragilità degli anziani e ad occuparsi di Geragogia.
Negli anni '90 si cimentò anche nella divulgazione al di fuori dei canali accademico-scientifici, scrivendo un volume sulla creatività degli anziani e partecipando, come ospite fisso, alla trasmissione settimanale Medicine a confronto su Rete quattro, condotta da Daniela Rosati.